# Anna Neagle
Dame Anna Neagle, DBE; eigentlich Florence Marjorie Robertson (* 20. Oktober 1904 in Forrest Gate, Essex; † 3. Juni 1986 in West Byfleet, Surrey) war eine britische Schauspielerin.

## Leben
Von ihrer ehrgeizigen Mutter schon als Kind für die Bühne ausgebildet, war Anna Neagle bereits mit 14 Jahren als Tänzerin in verschiedenen Revuen und Vaudevilles bekannt. Durch die Bekanntschaft mit den Produzenten Herbert Wilcox stieg Neagle seit 1930 rasch zum bekanntesten britischen Filmstar neben Gracie Fields auf. Am Anfang ihrer Karriere war sie meist in Operetten wie Goodnight Vienna und Bitter Sweet zu sehen, doch erst mit ihrer Darstellung historischer Persönlichkeiten stieg sie zur Nummer eins an der Kinokasse auf. Sie war als Nell Gwyn zu sehen und spielte in Königin Viktoria und Sixty Glorious Years zweimal kurz hintereinander Königin Victoria von Großbritannien. Auf dem Höhepunkt ihrer Karriere ging sie 1939 in die Vereinigten Staaten, wo sie von RKO unter Vertrag genommen wurde. Ihr Auftritt als Edith Cavell wurde von Publikum und Presse nicht gut aufgenommen und auch ihre Darstellung frivoler Heldinnen in leichten Musicals wie No, No, Nannette und Irene waren nicht geeignet, aus ihr einen amerikanischen Star zu machen. Neagle kehrte 1942 zurück in ihre Heimat und konnte erst 1945 mit I Live in Grosvenor Square an der Seite von Michael Wilding an ihre früheren Erfolge anknüpfen. In der Folge entstand ein ganzer Zyklus opulent produzierter Romanzen, die Neagle und Wilding in allerlei romantischen Verwicklungen zeigten und meist in der besseren Gesellschaft spielten. Neagle war stets als perfekt gekleidete Dame zu sehen, die gelegentlich auch ein Lied anstimmte. Die Titel der Filme waren Programm und Picadilly Incident, The Courtney's of Curzon Street und besonders Maytime in Mayfair gehörten zu den erfolgreichsten britischen Produktionen der Zeit überhaupt. Gelegentlich spielte Neagle auch wieder historische Gestalten, so die Widerstandskämpferin Odette Sanson in dem Film Odette von 1950 oder Florence Nightingale in Florence Nightingale – Ein Leben für den Nächsten (The Lady with the Lamp) von 1951, der jedoch unvorteilhafte Vergleiche mit der Interpretation von Kay Francis in der Version von 1936, The White Angel hervorrief.
Ab Mitte der 1950er versank die Karriere von Anna Neagle, die von 1945 an siebenmal hintereinander zur beliebtesten Filmschauspielerin Großbritanniens gewählt worden war, rasch in der Mittelmäßigkeit. Sie und Wilcox musste gegen Ende der Dekade Bankrott anmelden. Neagle kehrte auf die Bühne zurück und sicherte sich einen Eintrag im Guinness Book of World Records, indem sie von 1965 bis 1971 2062 ununterbrochene Auftritte in dem erfolgreichen Stück Charlie Girl absolvierte. 1969 wurde Neagle zur Dame of the British Empire ernannt. 1974 veröffentlichte sie ihre Autobiografie There’s Always Tomorrow.
Von 1943 bis zu seinem Tod war Anna Neagle mit Herbert Wilcox verheiratet. Die Ehe blieb kinderlos. Die Schauspielerin verstarb im Alter von 81 Jahren.

## Filmografie (Auswahl)
- 1937: Königin Viktoria (Victoria the Great)
- 1938: Sixty Glorious Years
- 1939: Nurse Edith Cavell
- 1940: Irene
- 1941: Sunny
- 1943: Auf ewig und drei Tage (Forever and a Day)
- 1945: Die Atlantik-Brücke (I Live in Grosvenor Square)
- 1946: Schicksal von gestern (Piccadilly Incident)
- 1948: Tanz in den Frühling (Spring in Park Lane)
- 1951: Florence Nightingale – Ein Leben für den Nächsten (The Lady with a Lamp)
- 1956: Dürfen Mädchen mit 16 schon lieben? (My Teenage Daughter)
- 1958: Tatort Apartment 310 (The Man Who Wouldn't Talk)

## Schriften
- There’s Always Tomorrow, Allen, London 1974